# Beulah, Michigan
Beulah este o localitate, municipalitate și sediul comitatului Benzie, statul Michigan, SUA.